# Marie-Gabrielle Capet
Marie-Gabrielle Capet (6 de setembro de 1761 – 1 de novembro de 1818) foi uma pintora neoclássica francesa. Ela nasceu em Lyon em uma família modesta e sua formação anterior e treinamento artístico são desconhecidos, mas em 1781 ela se tornou aluna da pintora francesa Adélaïde Labille-Guiard em Paris. Ela se destacou como pintora de retratos e suas obras incluem pinturas a óleo, aquarelas e miniaturas.

## Biografia

### Família
Marie-Gabrielle Capet é filha de Marie Blanc Benon e de um servo, Henry Cappet, casados em 1759. É possível que o empregador de seu pai tenha ajudado Marie-Gabrielle Capet a se mudar para Paris.

### Formação
Marie-Gabrielle Capet começou a aprender desenho numa escola pública de Lyon. Em 1781, aos vinte anos, foi para Paris aprender pintura sob a direção de Adélaïde Labille-Guiard. Entre seus colegas de estudo incluíam-se Marie-Victoire Davril e Marie-Marguerite Carraux de Rosemond.